# 아메리카 영

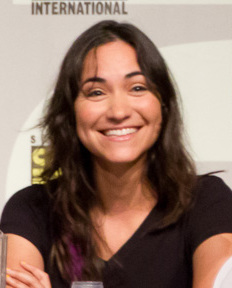

아메리카 영(America Young, 1984년 12월 6일 ~ )은 미국의 배우, 텔레비전 배우, 성우, 영화배우이다.
샌타페이에서 태어났다.

## 영화
- 프로텍트레스 (2017년)
- 더 컨세셔네어스 머스트 다이! (2017년)
- 파 (2012년)
- 더 스팀룸 (2010년)
- 나이트 투 D7 (2010년)
- 어밴던드 (2010년)
- 에이프릴 샤워즈 (2009년)
- 번디: 언 아메리칸 아이콘 (2008년)
- 킬링 아리엘 (2008년)
- 팅커벨 (2008년)
- 고스트 헌터 - 포인트 오브 컨택트 (2006년) - 사라 역
- 이블 시티 (2005년) - 미스티 역
- 스타크웨더 (2004년)